# Rakaia antipodiana
Rakaia antipodiana är en spindeldjursart som beskrevs av Hirst 1926. Rakaia antipodiana ingår i släktet Rakaia och familjen Pettalidae. Inga underarter finns listade i Catalogue of Life.